# 長山群島
长山群岛位于辽东半岛东侧黄海中，是中国地理位置最北的群岛，由134个岛屿和若干座礁组成，通常分为外长山列岛、里长山列岛和石城列岛3部分，除石城列岛属于庄河市管辖外，其余岛屿均属长海县，长海县也是中国东北地区唯一的海岛县。
岛屿面积170平方公里，以大长山岛(24.94平方公里)为最大。曾被日本占领，1945年被中国收回。附近海面盛产鱼类。